# Kingsin-Linie

Kontorflagge der Kingsin-Linie

 Die Deutsche Dampfschiffs-Rhederei zu Hamburg AG war eine Hamburger Linienreederei. Sie eröffnete den ersten deutschen Liniendienst zwischen Europa und Ostasien. Das Unternehmen bestand von 1871 bis 1898. Ab 1881 trat die Reederei vor allem unter dem Namen Kingsin-Linie auf, von 1890 bis 1892 auch als Sunda-Linie. Kingsin lässt sich aus dem Chinesischen mit Goldener Stern übersetzen. Die Schiffe der Linie erhielten einen goldenen Stern als Bugzier. Die Kontorflagge der Reederei war in rote und weiße Viertel unterteilt. In der Mitte des oberen roten Lieks befand sich eine weiße Abbildung der Burg des Hamburger Landeswappens mit offenem Tor und Fallgitter.

## Geschichte
Das Unternehmen wurde 1871 auf Veranlassung der etablierten Hamburger Reedereien  Wachsmuth & Krogmann, Godeffroy und  William Henry O’Swald gegründet. Zu den Initiatoren zählte auch der Chinakaufmann Theodor Siemssen. Der erste Sitz lag in der Brandstwiete. Das Anfangskapital der Gesellschaft betrug 4,5 Millionen Reichsmark. Den Vorsitz übernahm Albrecht P. O’Swald.

### Kingsin-Linie
Bei der Gründung wurde zunächst die europäische Trampfahrt ins Auge gefasst. Aber schon die ersten fünf kleineren Dampfer konnten mit lohnenden Frachten nach Ostasien eingesetzt werden, die von der Reederei O’Swald vermittelt worden waren. Aus der Trampfahrt entwickelte sich der Liniendienst zwischen Europa und Ostasien. Zur Auslastung wurde nun zusätzlich London zum Auffüllen angelaufen. Zwei Jahre nach Aufnahme des Dienstes war der Bedarf an Frachten gedeckt. Zudem übernahm die Reederei Ablösungstransporte für das ostasiatische Flottengeschwader, das seit 1876 bestand.
Ausgehend von Hamburg umfasste das Hauptfahrtgebiet zunächst die Anlaufhäfen Penang, Singapur, Hongkong und Shanghai, sowie weitere Zwischenhäfen nach Ladungsangebot. Die zweite Hälfte der 1870er Jahre brachte dem Unternehmen wirtschaftliche Probleme. 1879 mussten die Aktien drei zu zwei zusammengelegt werden. Die folgenden Jahre gestalteten sich erfolgreicher. Bis 1883 war die Flotte auf neun Dampfer angewachsen, mit denen monatliche Abfahrten aus Hamburg angeboten wurden. Vakante Einheiten beschäftigte die Reederei mit Zeit- oder Reisechartern in der ostasiatischen Küstenfahrt und zwischen Indien und China.
Nachdem man die Abfahrtsdichte weiter auf 20-tägliche Abfahrten gesteigert hatte, wurden statt Shanghai als Endhafen bei jeder zweiten Ausreise Yokohama und Kobe angelaufen. Da es der Kingsin-Linie aber nicht gelang, in die von britischen Linienreedereien dominierte Konferenz des chinesischen Fahrtgebiets einzudringen, stellte sie ihren Dienst schließlich ganz auf Yokohama und Kobe um. Für die weggefallenen Abfahrten nach Shanghai richtete die Reederei mit jenen Schiffen, die in der Küstenfahrt beschäftigt waren, eine Anschlusslinie nach Shanghai ein.
1884 bewarb sich die Deutsche Dampfschiffs-Rhederei um den Betrieb der Reichspostdampferlinien nach Fernost. Der staatlich subventionierte Dienst wurde jedoch an den Norddeutschen Lloyd vergeben. Der Kingsin-Linie warf man vor, dass sie zwar die Abfahrtzeiten einhalte, nicht aber den gesamten Fahrplan. Ihre Schiffe seien zu langsam.

### Sunda-Linie
Ende 1890 eröffnete die Reederei ihre Sunda-Linie von Europa nach Surabaya. Der Name Kingsin-Linie wurde fortan mit „Japanlinie“ gleichgesetzt. Bereits zuvor, ab Juni 1889, unterhielt die Reederei eine unregelmäßige Verbindung nach Kaiser-Wilhelmsland. Sie wurde gemeinsam mit den Dampfern der Neuguinea-Kompagnie betrieben.  Treffpunkt der Schiffe war zunächst Surabaya, ab September 1891 dann Singapur.
Für den Aufbau der Sunda-Linie hatte die Deutsche Dampfschiffs-Rhederei ihr Aktienkapital von 4,5 auf 7,5 Millionen Reichsmark erhöht und eine Prioritätsanleihe von zwei Millionen Reichsmark beantragt. Mit dem Geld wurden unter anderem schnellere Schiffe in Auftrag gegeben, die über größere Passagiereinrichtungen verfügten. Trotzdem gelang es dem Unternehmen nicht, im ostasiatischen Fahrgebiet Fuß zu fassen, das mit engmaschigen Verträgen abgesichert war. Das unzureichende Passagier- und Ladungsaufkommen sowie der höhere Bunkerverbrauch machten die Linie zu einem Misserfolg. Einen für sie angeschafften Dampfer musste man 1891 mit einem Verlust von 375.000 Reichsmark wieder abstoßen. Auf der ordentlichen Generalversammlung des Jahres kam es zu einer Auseinandersetzung zwischen Aufsichtsrat und Verwaltung. Insgesamt wurden 1891 Verluste von 310.000 Reichsmark verbucht. Man schloss mit einem Debetsaldo von über 3,6 Millionen Reichsmark. Am 15. März 1892 stellte die Linie ihren Betrieb wieder ein. Die drei verbliebenen Schiffe erwiesen sich als unverkäuflich und wurden in die Kingsin-Linie eingegliedert.
Eine Anfrage der Reederei auf Subventionen für eine Verbindung nach Makassar, Neuguinea und dem Bismarck-Archipel wurde abgelehnt. Stattdessen übernahm ab März 1892 der Norddeutsche Lloyd den staatlich subventionierten Dienst nach Kaiser-Wilhelmsland.

### Eingliederung in die HAPAG
1896 eröffnete die Rickmers-Linie einen Ostasienzweig mit monatlichen Abfahrten. An die HAPAG trat sie mit dem Vorschlag heran, ebenfalls nach Ostasien zu fahren und dabei mit Rickmers' Agentur E. Th. Lind zusammenzuarbeiten. Die HAPAG zeigte Interesse. Am 3. Januar 1898 fiel die Entscheidung, einen Ostasienzweig mit eigenen und gecharterten Schiffen der Rickmers-Linie einzurichten.
Aus dieser starken Position heraus machte die HAPAG ein Übernahmeangebot an die Deutsche Dampfschiffs-Rhederei. Die Generalversammlung vom 26. März 1898 nahm dies an. Der Kingsin-Direktor Naht trat in die Verwaltung ein. Aktionäre der Reederei erhielten für jeden Anteilsschein einen der HAPAG und eine siebenprozentige Zuzahlung.
Im selben Jahr trat die HAPAG die reguläre Ostasienfahrt an. Sie übernahm alle 13 Schiffe der Deutschen Dampfschiffs-Rhederei und gab sieben der Kingsin-Dampfer an den Norddeutschen Lloyd weiter. Mit dem NDL war die Vereinbarung getroffen worden, dass man sich den Betrieb der Reichspostdampferlinie nach Ostasien teilte. Die Führung der Reichspostdampfer verblieb in den Händen des NDL. Die HAPAG bewältigte den Betrieb der Frachtdampfer.

## Die Schiffe (Auswahl)
| Schiffe der Deutschen Dampfschiffs-Rhederei                                                          | Schiffe der Deutschen Dampfschiffs-Rhederei                 | Schiffe der Deutschen Dampfschiffs-Rhederei | Schiffe der Deutschen Dampfschiffs-Rhederei  | Schiffe der Deutschen Dampfschiffs-Rhederei        | Schiffe der Deutschen Dampfschiffs-Rhederei |
| Bauname                                                                                              | Bauwerft/ Baunummer                                         | Ablieferung                                 | Auftraggeber                                 | Dienstzeit bei der Deutschen Dampfschiffs-Rhederei | Umbenennungen und Verbleib |
| --- | ----------------------------------------------------------- | ------------------------------------------- | -------------------------------------------- | -------------------------------------------------- | --- |
| Atalanta                                                                                             | Denton, Gray & Co., West Hartlepool/132                     | April 1872                                  | Deutsche Dampfschiffs-Rhederei, Hamburg      | 1872 bis 1887                                      | 1887 Kanazawa Maru, am 26. November 1927 auf einer Reise von Fusan nach Tokyo in der Kurushimastraße aufgelaufen und verloren. |
| Olympia                                                                                              | Reiherstiegwerft, Hamburg/233                               | Juni 1872                                   | Deutsche Dampfschiffs-Rhederei, Hamburg      | 1872 bis 1888                                      | 1888 verkauft an A. Kirsten, Hamburg, am 22. Februar 1893 in der Nähe von Aarhus gesunken. |
| Bellona                                                                                              | Denton, Gray & Co., West Hartlepool/133                     | August 1872                                 | Deutsche Dampfschiffs-Rhederei, Hamburg      | 1872 bis 1887                                      | 1887 Hinode Maru, am 30. Juni 1906 auf einer Reise von Nagasaki nach Dairen nach Kollision mit Nichyiyei Maru vor Sasebo gesunken. |
| Cassandra                                                                                            | Alexander Stephen & Sons, Glasgow/167                       | April 1873                                  | Deutsche Dampfschiffs-Rhederei, Hamburg      | 1873 bis 1890                                      | 1890 verkauft an Witt & Büsch, Hamburg, am 6. Januar 1894 auf einer Reise von Lagos nach Rotterdam auf 34°N 12°W sinkend verlassen. |
| Feronia                                                                                              | Reiherstiegwerft, Hamburg/283                               | 1875                                        | Deutsche Dampfschiffs-Rhederei, Hamburg      | 1875 bis 1886                                      | am 12. Januar 1886 36 Seemeilen westlich von Feuerschiff Borkum gesunken. |
| Hesperia                                                                                             | Norddeutsche Schiffsbaugesellschaft, Kiel/73                | Mai 1876                                    | Deutsche Dampfschiffs-Rhederei, Hamburg      | 1876 bis 1894                                      | 1894 verkauft an Nippon Yusen Kaisha, Tokio als Soya Maru, 28. Juni 1898 vor Fukuyama gestrandet und verloren. |
| Electra                                                                                              | Dobie & Co., Govan/104                                      | Februar 1879                                | Deutsche Dampfschiffs-Rhederei, Hamburg      | 1879 bis 1893                                      | 1893 verkauft an Nisaburo, Kaga als Chiyo Maru, am 11. August 1908 vor Rijiri, Hokkaido gestrandet und verloren. |
| Lydia                                                                                                | Dobie & Co., Govan/105                                      | April 1879                                  | Deutsche Dampfschiffs-Rhederei, Hamburg      | 1879 bis 1892                                      | 1892 verkauft an Hichihei, Kaga als Aikoku Maru, am 2. Mai 1904 vor Port Arthur als Blockschiff versenkt. |
| Massalia                                                                                             | Reiherstiegwerft, Hamburg/337                               | Dezember 1881                               | Deutsche Dampfschiffs-Rhederei, Hamburg      | 1881 bis 1887                                      | am 19. Januar 1887 bei Kap Trafalgar gestrandet. |
| Iphigenia                                                                                            | Vulcan AG, Hamburg/118                                      | April 1883                                  | Deutsche Dampfschiffs-Rhederei, Hamburg      | 1883 bis 1892                                      | am 30. Juli 1892 an die Chinesische Küstenfahrt-Gesellschaft, Hamburg verkauft als Nanyang, am 24. September 1901 verkauft an Menzell & Co., Hamburg, 1905 verkauft nach Japan als Senshu Maru, am 22. September 1905 vor Port Arthur gestrandet und verloren. |
| Polyhymnia                                                                                           | Reiherstiegwerft, Hamburg/343                               | Juli 1883                                   | Deutsche Dampfschiffs-Rhederei, Hamburg      | 1883 bis 1892                                      | am 30. Juli 1892 an die Chinesische Küstenfahrt-Gesellschaft, Hamburg verkauft als Peiyang, am 9. September 1902 bei Wladiwostok gestrandet. |
| Koning Willem III                                                                                    | Koninkl, Fabriek Van Stoom & andere Werktuigen, Amsterdam/- | 1883                                        | Stoomvaart Maatschappij Insulinde, Amsterdam | 1886 bis 1898                                      | 1886 angekauft Niobe, 1898 Babelsberg, 1906 Kinko Maru, seit 15. Oktober 1918 auf einer Reise von Saigon nach Hongkong verschollen. |
| Frigga                                                                                               | Flensburger Schiffsbau-Gesellschaft, Flensburg/92           | August 1887                                 | Deutsche Dampfschiffs-Rhederei, Hamburg      | 1887 bis 1897                                      | 1897 verkauft an Paquet, Marseille als Lydie, am 5. März auf dem Weg nach Marseille nach dem Passieren der Dardanellen verschollen. |
| Bellona                                                                                              | Swan Hunter, Newcastle/-                                    | Oktober 1887                                | Deutsche Dampfschiffs-Rhederei, Hamburg      | 1887 bis 1894                                      | am 1. Oktober 1894 auf den Paracel-Inseln gestrandet. |
| Daphne                                                                                               | Flensburger Schiffsbau-Gesellschaft, Flensburg/93           | November 1887                               | Deutsche Dampfschiffs-Rhederei, Hamburg      | 1887 bis 1895                                      | am 8. April 1895 verkauft an die Dampfschiffs-Gesellschaft Swatow, Hamburg, am 30. Juli 1895 verkauft an die Chinesische Küstenfahrt-Gesellschaft, Hamburg, am 24. September 1901 verkauft an Menzell & Co., Hamburg, am 21. April 1908 verkauft nach Marseille als Liberia, am 4. April 1918 auf einer Reise von Westafrika nach Marseille 62 Seemeilen südöstlich der Îles d’Hyères von UC-35 torpediert und versenkt. |
| Aglaia                                                                                               | Flensburger Schiffsbau-Gesellschaft, Flensburg/99           | Januar 1888                                 | Deutsche Dampfschiffs-Rhederei, Hamburg      | 1888 bis 1897                                      | am 19. November 1897 verkauft an Paquet, Marseille als Georgie, am 23. September 1900 nach Kollision mit dem russischen Dampfer Rostov im Marmarameer gesunken. |
| Kriemhild                                                                                            | Swan Hunter, Newcastle/147                                  | 1889                                        | Deutsche Dampfschiffs-Rhederei, Hamburg      | 1889 bis 1898                                      | 1898 Savoia, im April 1917 in Colon vom U.S. Shipping Board beschlagnahmt, General G. F. Hodges, 1923 verschrottet. |
| Oceana                                                                                               | Reiherstiegwerft, Hamburg/374                               | 1889                                        | Deutsche Dampfschiffs-Rhederei, Hamburg      | 1889 bis 1898                                      | 1898 Stolberg, 1904 Oceana, 1904 Koshun Maru, am 16. Dezember 1910 vor Sienchin gestrandet und verloren. |
| Tosari                                                                                               | Swan Hunter, Newcastle/159                                  | 1890                                        | Deutsche Dampfschiffs-Rhederei, Hamburg      | 1890 bis 1891                                      | 1891 Admiral, 1895 Tosari, 1900 Rosalind, 1912 City Of Sydney, am 17. März 1914 vor Halifax auf Shag Rock aufgelaufen und aufgegeben. |
| Salatiga                                                                                             | Armstrong, Mitchell, Newcastle/566                          | 1890                                        | Deutsche Dampfschiffs-Rhederei, Hamburg      | 1890 bis 1894                                      | 1894 General, 1909 verschrottet. |
| Lawang                                                                                               | Swan Hunter, Newcastle/160                                  | 1891                                        | Deutsche Dampfschiffs-Rhederei, Hamburg      | 1891 bis 1895                                      | 1895 Dahome, 1910 Kayseri, 1911 vom italienischen Kreuzer Puglia gekapert, 1912 Eritrea, 14. Juni 1923 außer Dienst. |
| Priok                                                                                                | Swan Hunter, Newcastle/161                                  | 1891                                        | Deutsche Dampfschiffs-Rhederei, Hamburg      | 1891 bis 1895                                      | 1895 Guineé, 1998 London City, 1900 Taihoku Maru, 1933 verschrottet. |
| Gerda                                                                                                | Blohm & Voss, Hamburg/93                                    | 1892                                        | Deutsche Dampfschiffs-Rhederei, Hamburg      | 1892 bis 1898                                      | 1898 Sarnia, 1903 zum Kühlschiff umgebaut, 1915 Baysarnia, 1921 Port de Cette, 1923 Le Levant, 1924 Vatan, 1946zwischen Kea und Kythnos auf Mine gelaufen und in Position 37,36°N; 024,30°E gesunken. |
| Irene                                                                                                | Reiherstiegwerft, Hamburg/387                               | 25. Mai 1893                                | Deutsche Dampfschiffs-Rhederei, Hamburg      | 1893 bis 1898                                      | 1898 → NDL, Heidelberg, 1912 Bulgarie, 1915 Haelen, 1918 Armistice, 1925 Boba, 1926 Ammiraglio Viale, 1934 verschrottet. |
| Hertha                                                                                               | Blohm & Voss, Hamburg/102                                   | 1894                                        | Deutsche Dampfschiffs-Rhederei, Hamburg      | 1894 bis 1898                                      | 1898 Sibiria, 1903 zum Kühlschiff umgebaut, 1916 gesunken. |
| Erato                                                                                                | Flensburger Schiffsbau-Gesellschaft, Flensburg/150          | 1894                                        | Deutsche Dampfschiffs-Rhederei, Hamburg      | 1894 bis 1898                                      | 1898 Serbia, 1906 gesunken. |
| Bellona                                                                                              | Blohm & Voss, Hamburg/107                                   | 1895                                        | Deutsche Dampfschiffs-Rhederei, Hamburg      | 1895 bis 1898                                      | 1898 Nürnberg, 1904 Senegambia, am 21. August 1914 vom französischen Kreuzer Dupleix gekapert, 1916 Lamentin, ab September 1925 in Genua verschrottet. |
| Senta                                                                                                | Blohm & Voss, Hamburg/112                                   | 1895                                        | Deutsche Dampfschiffs-Rhederei, Hamburg      | 1895 bis 1898                                      | 1898 Bamberg, 1903 Spezia |
| Thekla                                                                                               | Flensburger Schiffsbau-Gesellschaft, Flensburg/158          | 1895                                        | Deutsche Dampfschiffs-Rhederei, Hamburg      | 1895 bis 1898                                      | 1898 NDL, Wittenberg, 1914 Hochfeld, am 23. Februar 1916 in Lissabon von Portugal beschlagnahmt, Desertas, 1921 Mendes Barata, ab Oktober 1927 in Scheveningen verschrottet. |
| Ceres                                                                                                | Blohm & Voss, Hamburg/-                                     | März 1896                                   | Deutsche Dampfschiffs-Rhederei, Hamburg      | 1896 bis 1898                                      | 1898 Suevia, 1917 in Manila von den Vereinigten Staaten beschlagnahmt, Wachusett, 1920 Margaret Frankel, 1923 verschrottet. |
| Mikado                                                                                               | H. C. Stülcken Sohn, Hamburg/-                              | 1896                                        | Deutsche Dampfschiffs-Rhederei, Hamburg      | 1896 bis 1898                                      | - |
| Wally                                                                                                | Blohm & Voss, Hamburg/118                                   | Februar 1897                                | Deutsche Dampfschiffs-Rhederei, Hamburg      | 1897 bis 1898                                      | 1898 Silesia, 1914 Indonesien, 1920 Zaandyk, 1923 Harpón, am 27. Juli 1957 zur Verschrottung in La Spezia eingetroffen. |
| Della                                                                                                | Blohm & Voss, Hamburg/119                                   | April 1897                                  | Deutsche Dampfschiffs-Rhederei, Hamburg      | 1897 bis 1898                                      | 1898 Königsberg, 1903 Scandia. |
| Daten: Lloyd’s Register, Germanischer Lloyd, Internationales Register, Bauliste der Reiherstiegwerft |                                                             |                                             |                                              |                                                    | |